# دونكان ماكنزي (منتج تلفزيوني)
دونكان ماكنزي هو منتج تلفزيوني كندي، ولد في 8 نوفمبر 1960.

## وصلات خارجية
- دونكان ماكنزي على موقع IMDb (الإنجليزية)
- دونكان ماكنزي على موقع قاعدة بيانات الفيلم (الإنجليزية)